# Kurzivní písmo

Detail kopie Wang Si-č’ovy (303–361) Předmluvy ke sbírce básní složených u pavilonu orchidejí, Palácové muzeum, Peking

Kurzivní písmo (čínsky v českém přepisu sing-šu, pchin-jinem xíngshū, znaky zjednodušené 行书, tradiční 行書) je styl čínské kaligrafie, který se vyvinul koncem chanském období, na přelomu 2. a 3. století, jako zběžné písmo pro každodenní použití v soukromé sféře.

## Historie

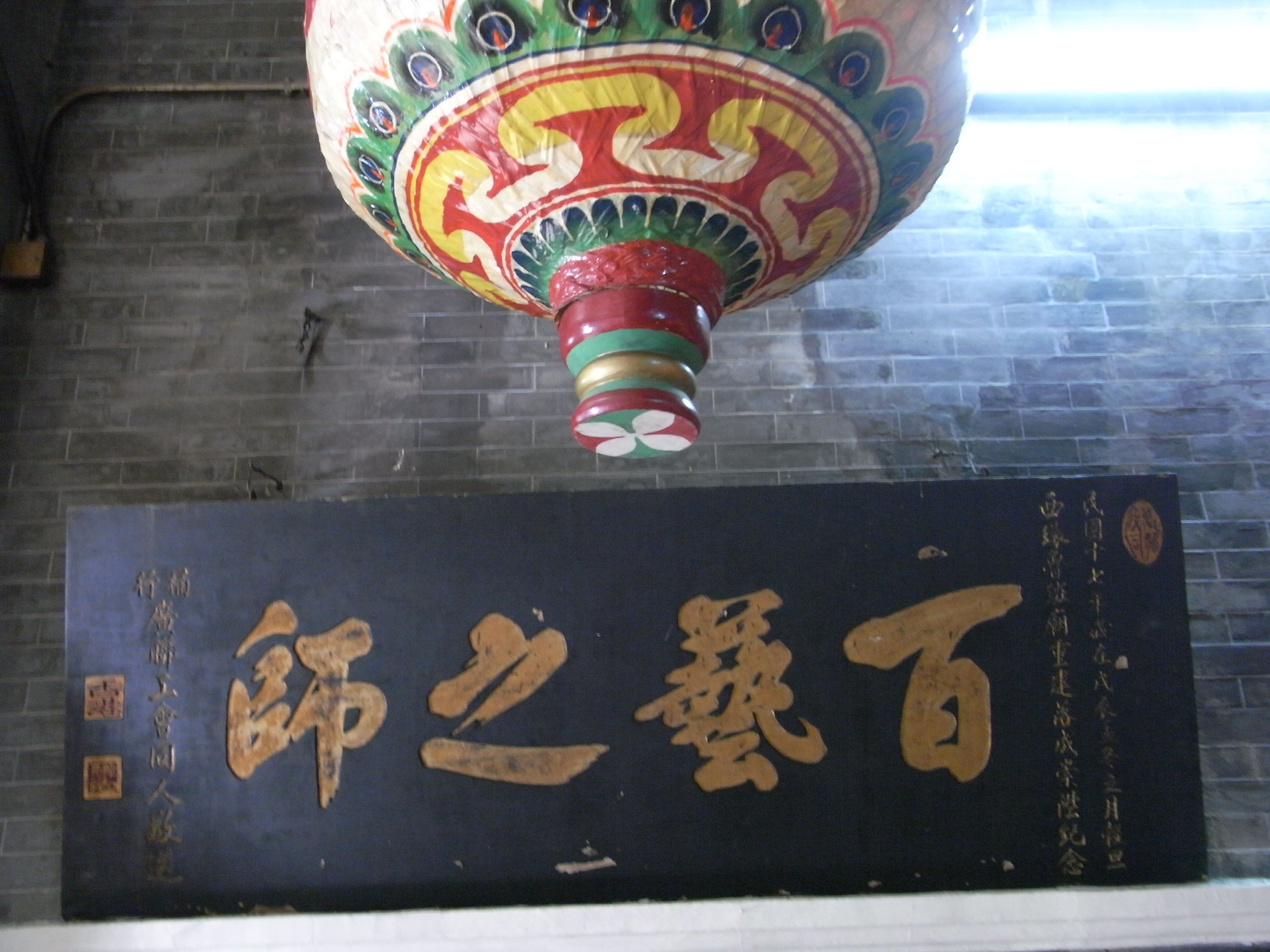
Nápis v kurzivním písmu na štítu v chrámu Lu Pana v Kennedy Town, Hong Kong

Kurzivní písmo se vyvinulo koncem chanském období, na přelomu 2. a 3. století jako neformální písmo, zběžnější než oficiální úřednické písmo li-šu, ale stále ještě poměrně čitelné, na rozdíl od konceptního písma cchao-šu. Vzniklo z pozdního úřednického písma s vlivy písma konceptního. Čínská tradice jeho vytvoření připisuje chanskému učenci Liou Te-šengovi (劉德升) a další rozvoj Liou Te-šengovým žákům Čung Jaovi (鍾繇) a Chu Čaovi (胡昭), předním kaligrafům ťinského dvora.
Vzkvétalo od 4. století, kdy je přivedl na vysokou úroveň kaligraf Wang Si-č’. Jeho kurzivním písmem psaná Předmluva ke sbírce básní složených u pavilonu orchidejí a dochovaná v pozdějších kopiích, je nejslavnější dílo čínské kaligrafie všech dob. Používalo se pro eseje a soukromou korespondenci, slavná díla kurzivního písma jsou proto zejména soukromé dopisy. V období šesti dynastií se tak stalo prostředkem uměleckého sebevyjádření. Poté se vedle písma konceptního a vzorového (kchaj-šu) zařadilo mezi tři základní styly čínské kaligrafie v nichž byla napsána většina kaligrafických textů.